# Wit Studio
Wit Studio, Inc. (株式会社ウィットスタジオ, Kabushiki gaisha Witto Sutajio) est un studio d'animation japonaise situé à Musashino dans la préfecture de Tokyo, au Japon, fondé en juin 2012 par des producteurs de Production I.G en tant que filiale de IG Port. Il est notamment connu pour l'adaptation de L'Attaque des Titans et de Vinland Saga en anime.

## Histoire
Wit Studio est une filiale du groupe IG Port fondée le 1er juin 2012 par George Wada (qui a notamment produit la série d'animation Guilty Crown) et Tetsuya Nakatake. À l'origine, WIT Studio était un studio interne de Production I.G et a été responsable de plusieurs animes tels que Sengoku Basara, Guilty Crown ou Robotics;Notes.

## Production

### Séries télévisées
| Année   | Titre                               | Dates de 1re diffusion | Dates de 1re diffusion | Nb. éps. | Notes |
| Année   | Titre                               | Début                  | Fin                    | Nb. éps. | Notes |
| ------- | ----------------------------------- | ---------------------- | ---------------------- | -------- | --- |
| 2013    | L'Attaque des Titans                | 7 avril 2013           | 29 septembre 2013      | 25       | Basée sur le manga de Hajime Isayama ; supervisée par Production I.G.                                                        |
| 2014    | Hōzuki no reitetsu                  | 10 janvier 2014        | 4 avril 2014           | 13       | Basée sur le manga de Natsumi Eguchi.                                                                                        |
| 2015    | The Rolling Girls                   | 11 janvier 2015        | 29 mars 2015           | 12       | Projet original. |
| 2015    | Seraph of the End                   | 4 avril 2015           | 26 décembre 2015       | 24       | Basée sur la série de manga créée par Takaya Kagami et illustrée par Yamato Yamamoto avec les storyboards de Daisuke Furuya. |
| 2016    | Kabaneri of the Iron Fortress       | 8 avril 2016           | 1er juillet 2016       | 12       | Projet original. |
| 2017    | L'Attaque des Titans 2              | 1er avril 2017         | 17 juin 2017           | 12       | Suite de L'Attaque des Titans ; supervisée par Production I.G.                                                               |
| 2017    | The Ancient Magus Bride             | 8 octobre 2017         | 25 mars 2018           | 24       | Basée sur le manga de Kore Yamazaki ; supervisée par Production I.G.                                                         |
| 2018    | Après la pluie                      | 12 janvier 2018        | 30 mars 2018           | 12       | Basée sur le manga de Jun Mayuzuki.                                                                                          |
| 2018    | L'Attaque des Titans 3              | 23 juillet 2018        | 1er juillet 2019       | 22       | Suite de L'Attaque des Titans 2.                                                                                             |
| 2019    | Kedama no Gonjirō (ja)              | 6 avril 2019           | 28 mars 2020           | 52       | Projet issu d'une collaboration entre le groupe Sony et la maison d'édition Shōgakukan ; coproduite avec OLM.                |
| 2019    | Vinland Saga                        | 8 juillet 2019         | 30 décembre 2019       | 24       | Basée sur le manga de Makoto Yukimura ; supervisée par Production I.G.                                                       |
| 2020    | Great Pretender                     | 8 juillet 2020         | 21 septembre 2020      | 23       | Projet original. |
| 2021    | Vivy -Fluorite Eye's Song-          | 3 avril 2021           | 19 juin 2021           | 13       | Projet original. |
| 2021    | Ranking of Kings                    | 15 octobre 2021        | 24 mars 2022           | 23       | Basée sur le manga de Sōsuke Tōka.                                                                                           |
| 2022    | Spy × Family                        | 9 avril 2022           | 24 décembre 2022       | 25       | Basée sur le manga de Tatsuya Endo. Coproduite avec CloverWorks,.                                                            |
| 2023    | Spy × Family (saison 2)             | 7 octobre 2023         | 23 décembre 2023       | 12       | Suite de la première saison de Spy × Family,.                                                                                |
| 2024    | Suicide Squad Isekai                | 6 juillet 2024         | 7 septembre 2024       | 10       | Basée sur l'univers de DC Comics,.                                                                                           |
| 2024    | My Deer Friend Nokotan              | 7 juillet 2024         | 22 septembre 2024      | 12       | Basée sur le manga de Oshioshio.                                                                                             |
| À venir | The One Piece                       | À venir                | À venir                | À venir  | Remake pour les 25 ans de la série animée                                                                                    |
| à venir | Ascendance of a bookworm (saison 4) | à venir                | à venir                | à venir  | suite de la saison 3 de la série                                                                                             |

### ONA
- Star Fox Zero: The Battle Begins (1 épisode) (20 avril 2016) (coproduction avec Production I.G)[24]
- The missing 8 (2021-2022)
- Vampire in the Garden (2022)
- Pokémon : Les Neiges de Hisui (2022)
- The Grimm Variations (2024)

### Films d'animation
- Hal (ja) (2013)
- L'Attaque des Titans : L'Arc et la flèche écarlates (2014)
- L'Attaque des Titans : Les Ailes de la liberté (2015)
- The Empire of Corpses (2015)
- Kabaneri of the Iron Fortress Sōshūhen (2016-2017)
- Donten ni warau Gaiden (ja) (3 films) (2017-2018)
- L'Attaque des Titans : L'Éveil du rugissement (2018)
- Pokémon, le film : Le pouvoir est en nous (2018) (avec OLM)
- Kabaneri of the Iron Fortress: The Battle of Unato (2019)
- L'Attaque des Titans : Chronicle (2022)
- L'Enfant et le Maudit (2022)
- Bubble (2022)
- Spy × Family Code: White (2023)[19]

### OAV
- L'Attaque des Titans (8 OAV) (2013-2018)
- Hōzuki no reitetsu (4 OAV) (2015-2017)
- The Ancient Magus Bride : En attendant une étoile (3 OAV) (2016-2017)
- L'Enfant et le Maudit : Siúil, a Rún (1 OAV) (2019)
- Onipan! (12 OAV) (2022)

### Clips musicaux
- Bokura mada UNDERGROUND (僕らまだアンダーグラウンド?) - Eve (2019)[25]
- Kimi ni sekai (君に世界?) - Eve (2019)[26]